# Kula (film)
Kula (ang. Sphere) – amerykański film science fiction, oparty na powieści Michaela Crichtona pt. Kula z 1987.

## Obsada
- Dustin Hoffman – dr Norman Goodman
- Sharon Stone – dr Elizabeth 'Beth' Halperin
- Samuel L. Jackson – dr Harry Adams
- Peter Coyote – Barnes
- Liev Schreiber – Ted Fielding
- Queen Latifah – Fletcher
- Marga Gómez – Jane Edmunds
- Huey Lewis – pilot helikoptera
- James Pickens Jr. – instruktor OSSA

## Fabuła
Amerykańska Marynarka Wojenna na dnie środkowego Pacyfiku odnajduje statek kosmiczny, który zatonął 300 lat temu. Na miejsce zdarzenia zostaje wysłana ekipa naukowców złożona z psychologa Dr Normana Goodmana, biologa Dr Elizabeth Halperin, matematyka Dr Harry’ego Adamsa i fizyka Teda Fieldinga. Ekipa po dokładniejszej analizie odkrywa, ze statek kosmiczny pochodzi z roku 2043 i należy do USA. Na pokładzie statku zostaje znaleziona kula, która posiada niezwykłe właściwości i jest wykonana z nieznanego materiału. W wyniku złych warunków pogodowych na powierzchni oceanu ekipa traci łączność z dowództwem na powierzchni. Następnie Harry postanawia wejść do środka kuli, po tym wydarzeniu następuje seria niezwykłych zdarzeń. Harry zaczyna materializować swoje sny i lęki. Umiera większość załogi przy życiu pozostają: Harry, Norman i Beth. Beth ma myśli samobójcze i uruchamia ładunki wybuchowe. Dochodzą oni do wniosku że wszyscy oni znajdują się pod wpływem kuli i muszą opuścić podwodną bazę, udają się do łodzi ewakuacyjnej. W wyniku swoich obaw mają złudzenia i nie mogą opuścić dna oceanu. Ostatecznie udaje im się wydostać na powierzchnię a statek kosmiczny i baza ulegają zniszczeniu. Film kończy się decyzją bohaterów o usunięciu swoich wspomnień i zapomnieniu o kuli.

## Ścieżka dźwiękowa
1. Pandora's Fanfare (1:17)
2. Main Titles (2:49)
3. Event Entry (0:53)
4. The Gift (1:42)
5. Sphere Discovery (2:08)
6. Visit to a Wreckage (1:58)
7. Water Snake (2:36)
8. Terror Adagio (3:24)
9. Wave (3:18)
10. Fear Retrieval (3:48)
11. Andante (2:20)
12. Manifest Fire (3:48)
13. Manifest3 (3:47)
14. Their Beast Within (1:44)